# Chapelle Saint-Claude de Belmont-de-la-Loire
La Chapelle Saint-Claude, située sur la commune de Belmont-de-la-Loire (Loire), fut érigée au XVIIe siècle par Guy de Marze sur une fosse commune où furent inhumées les victimes de l'épidémie de peste de 1628.
Cette chapelle sera un lieu de culte de Belmont jusqu'à la Révolution française. Devenue bien national en 1789, la chapelle sera vendue en 1796 à François Longin, du village voisin de Belleroche. Par acte du 11 juin 1798 (23 prairial an 6), quatorze familles de Belmont rachètent la chapelle. On trouve parmi elles, avec plusieurs de ses parents, Antoine Hiver le jeune, le futur père de Rosalie Hiver, laquelle, devenue religieuse sous le nom Marie-Angélique de l'Incarnation, fondera en 1842 le couvent des Sœurs du verbe Incarné de Belmont. Antoine Hiver avait déjà vendu un domaine lui appartenant pour subvenir aux besoins des prêtres persécutés pendant la Terreur, qu'il cachait chez lui, et montrait sa volonté d'investir matériellement en faveur de la religion catholique. Le rachat de 1798 était ainsi vraisemblablement une action concertée de plusieurs familles pieuses de Belmont dans le contexte des persécutions religieuses de la fin de la Révolution, et visait à la conservation de la chapelle, qui était alors en piteux état. 
La chapelle connut une rénovation dans les années 1840.
Elle possède un clocheton et une nef charpentée. Sa cloche a été fondue par l'entreprise Frerejean.

## Époque actuelle
La chapelle fut restaurée à partir de 1971. En 1973, une fresque de 8 mètres sur 2 représentant la peste de 1709 fut exécutée par le peintre Dubouis-Bonnefond.